# Herz-Jesu-Kirche (Obertshausen)

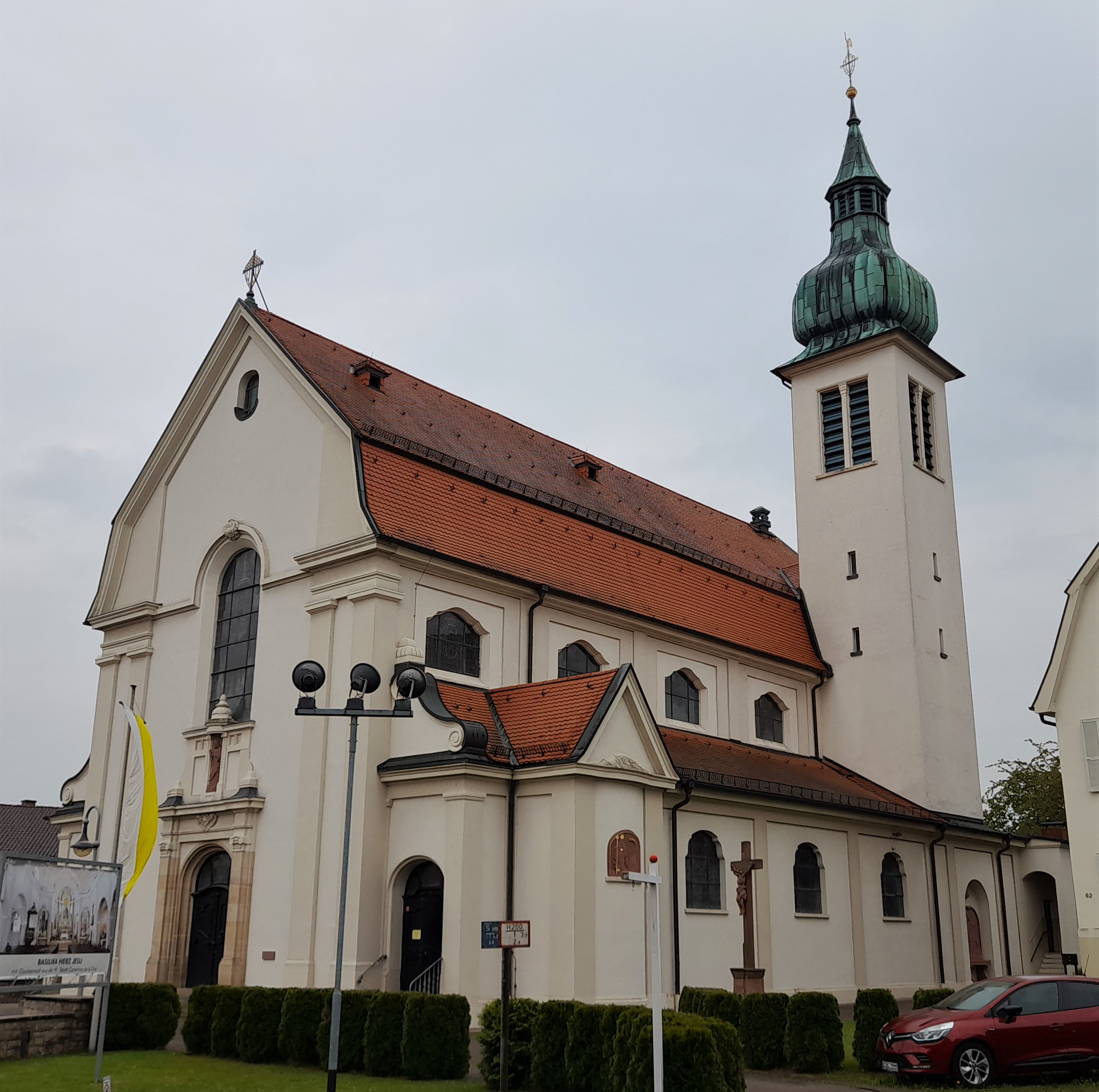
Herz-Jesu-Kirche (Obertshausen)

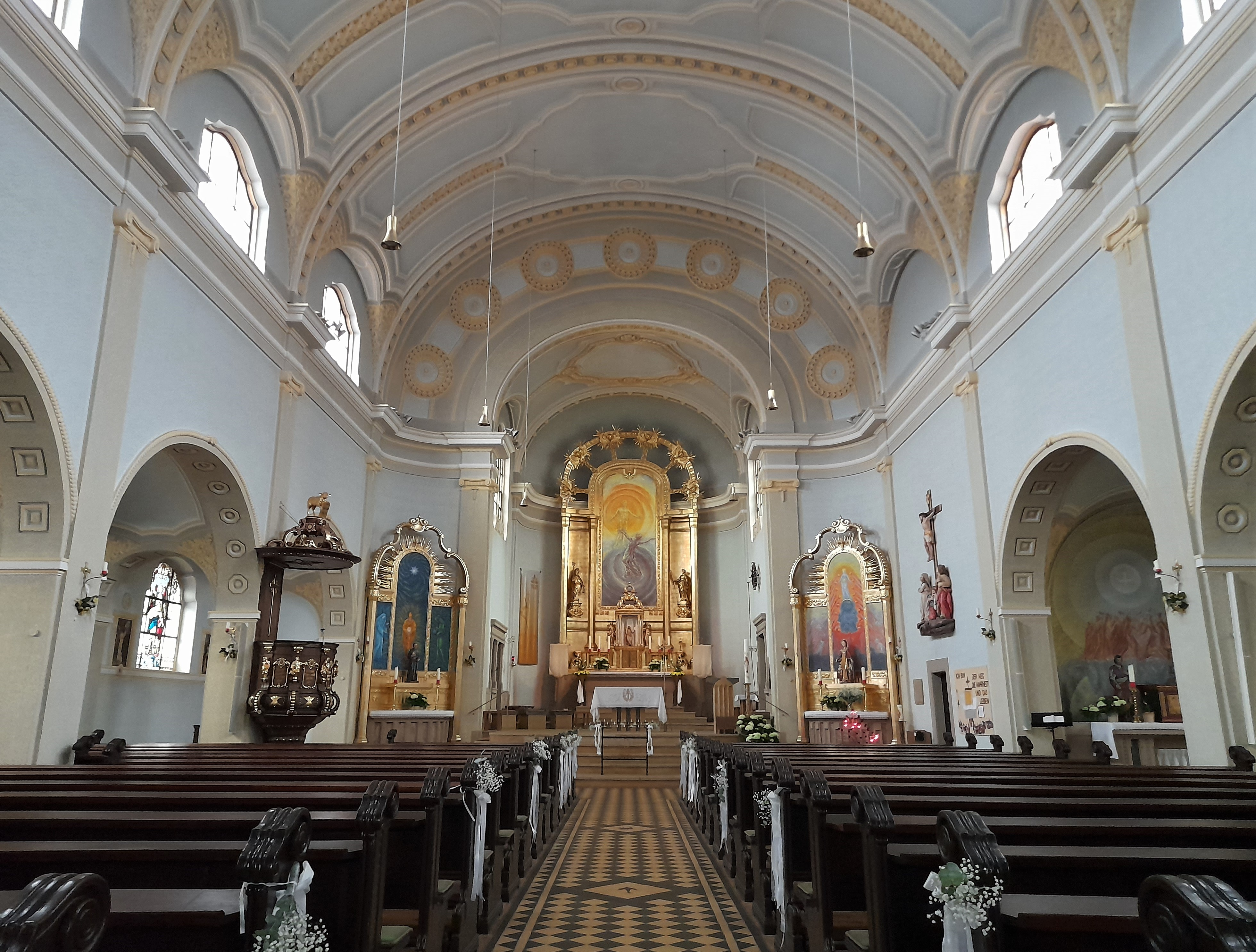
Innenraumansicht der Kirche

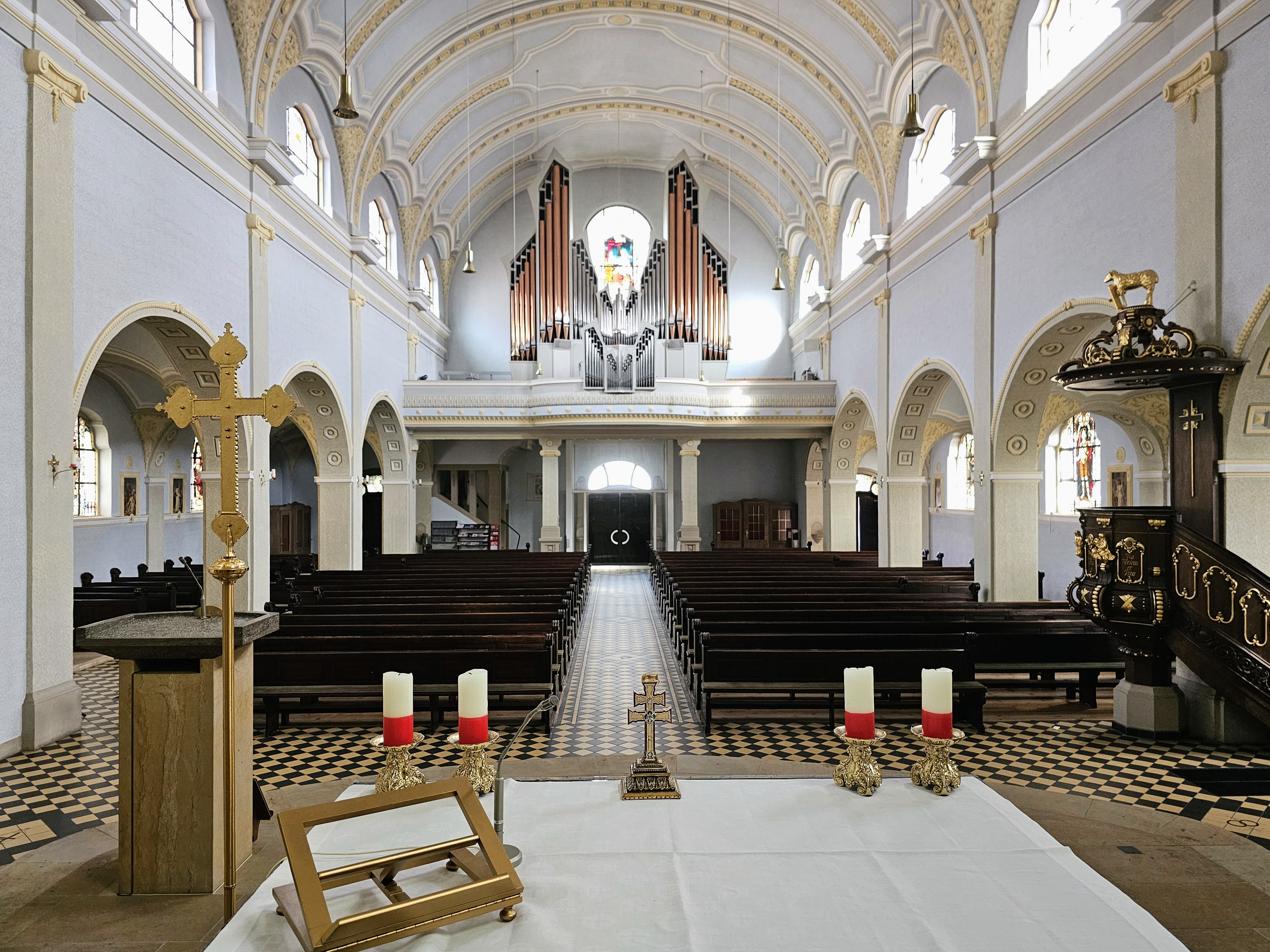
Blick zur Orgel

Die römisch-katholische, denkmalgeschützte Herz-Jesu-Kirche steht in Obertshausen, einer Stadt im Landkreis Offenbach in Hessen. Die Kirche gehört zum Pastoralraum Mühlheim-Obertshausen der Region Mainlinie im Bistum Mainz.

## Beschreibung
Die nach Süden gerichtete neobarocke Basilika wurde 1911/12 nach einem Entwurf von Ludwig Becker gebaut. Der Kirchturm im Süden des westlichen Seitenschiffs stammt im Kern vom mittelalterlichen Vorgängerbau. 
Das Mittelschiff ist innen längs mit einem Tonnengewölbe überspannt. Bei den Seitenschiffen sind die Tonnengewölbe quer angeordnet. Die Aufbauten der Altäre wurden 1995 mit expressiven Gemälden von Damaris Wurmdobler ergänzt. Im Hochaltar sind zwei um 1716 entstandene Skulpturen des heiligen Nikolaus und der heiligen Margareta von Antiochien integriert. Aus der gleichen Zeit stammt das Taufbecken. 
Die Orgel mit 32 Registern auf drei Manualen und Pedal wurde 1970 von Judith B. Mendel-Koch aus Brilon erbaut.